# Northumbrie
Northumbrie (staroanglicky Norþanhymbra Rīċe, latinsky Regnum Northanhymbrorum) bylo jedno ze sedmi anglosaských království, rozkládající se v současné severní Anglii a jižním Skotsku, posléze také jedno z hrabství po roce 927 sjednoceného Anglického království. Jméno odkazuje na polohu země rozkládající se „na sever od (říčního ústí) Humberu“; zůstalo zachováno v nástupnickém, územně už mnohem menším, hrabství Northumberland.
Do roku 867 byla Northumbrie samostatným anglosaským královstvím. V roce 867 bylo království vydrancováno vikingy, kteří si podmanili jižní část a připojili ji k Danelawu. V dobyté jižní Northumbrii vzniklo vikinské království Jórvík s centrem ve městě Yorku.

## Historie

### Vznik království
Northumbrie vznikla sloučením dvou původních nezávislých království Bernicie a Deiry. Bernicie se rozkládala na území na sever od řeky Tees až po záliv Firth of Forth. Deira pokrývala zhruba území současného Yorkshiru. Obě byla poprvé sloučena Æthelfrithem, králem Bernicie, který přibližně roku 604 dobyl Deiru. Roku 616 byl poražen a zabit v bitvě u řeky Idle Rædwaldem, panovníkem Východní Anglie, který ustanovil králem Edwina, syna předchozího vládce Deiry Ælly.
Edwin přijal roku 627 křesťanství a stal se nejmocnějším králem anglosaské Anglie. Dobyl ostrov Man i Gwynedd v severním Walesu. Byl ale roku 633 poražen spojeným vojskem Cadwallona, krále Gwyneddu, a Pendy, krále Mercie, v bitvě na Hatfield Chase.

### Král Oswald
Po Edwinově porážce byla Northumbrie rozdělena na Bernicii, kde vládl Eanfirth, a Deiru, kde se stal králem Osric. Oba tito králové byli zabiti v bitvách s Cadwallonem, který pokračoval v dobývání území původní Northumbrie. Po Eanfithově smrti jeho bratr Oswald porazil a zabil roku 634 Cadwallona v bitvě u Heavenfieldu.

Hypotetická podoba údajné královské vlajky popsané Bedou Ctihodným

Oswald poté významně rozšířil území, jež ovládal. Dobyl území v ústí řeky Forth obývané Gododdiny a také dvě království na západ od Northumbrie – Rheged a Strathclyde. Tím se území Northumbrie rozšířilo z oblasti současné severní Anglie až do nynějšího jižního Skotska. Pro šíření křesťanství ve svém království pozval Oswald irského mnicha sv. Aidana. V té době byl také na ostrově Lindisfarne založen slavný klášter.
Válka s Mercií pokračovala. Roku 642 byl Oswald v bitvě u Maserfieldu zabit mercijským vojskem vedeným Pendou. Roku 655 Penda, podporovaný deirským králem, podnikl masivní útok na Northumbrii, ale utrpěl porážku od sil vedených Oswaldovým následníkem Oswiou v bitvě u Winwaedu. Tato bitva obrátila poměr sil. Penda v bitvě padl a Oswiu získal vládu nad Mercií a stal se tak nejmocnějším králem anglosaské Anglie.

### Úpadek

Británie na začátku 9. století (v čase zahájení vikinských nájezdů)

Northumbrie ztratila vládu nad Mercií asi roku 650 po úspěšné vzpouře vedené Pendovým synem Wulfherem, ale udržela svou dominanci až do své katastrofální porážky ze strany Piktů roku 685 v bitvě u Nechtansmere. Northumbrijský král Ecgfrith (Oswiův syn) byl zabit a vláda nad severní částí království byla výrazné oslabena. Od té doby se vliv Northumbrie snižoval a po smrti krále Aldfritha roku 704 nastala doba nestability.

### Danelaw

Anglie kolem roku 878 (jižní Northumbrie je součástí Danelawu – červená)

Roku 867 byla Northumbrie napadena a částečně obsazena vikingy. I když království vydrancovali, jejich příchod znamenal znatelný rozvoj obchodu, a to především v oblasti okolo města Yorku, který se stal centrem vikingy založeného království Jórvík. Jižní Northumbrie se stala součástí Danelawu.

### Sjednocení Anglie
Roku 927 král Wessexu Ethelstan dobyl Northumbrii a stal se historicky prvním králem, který získal kontrolu nad celým územím Anglie.

### Normanská invaze
Normandský vévoda Vilém Dobyvatel se stal anglickým králem roku 1066. Uvědomil si, že musí získat kontrolu nad Northumbrií, která byla částečně nezávislá na předchozích anglických králích, aby chránila Anglii před nájezdy Skotů. Aby tuto ochranu zachoval, získal si na svou stranu durhamského biskupa i hraběte Northumbrie. Nicméně v Northumbrii vypukla protinormanská vzpoura. Vilém se rozhodl ustanovit správcem Northumbrie svého člověka Roberta de Comines, ale než se tento mohl ujmout svého úřadu, byl i se 700 muži pobit v Durhamu. Vilém se rozhodl pro krvavou pomstu a vyrazil se svým vojskem do Northumbrie. Vzpoury v Northumbrii pokračovaly i později, a tak se ji Vilémův syn Vilém II. Ryšavý rozhodl rozdělit.